# Arado E.340
L'Arado E.340 (ou Ar E.340) est un projet de bombardier bimoteur, conçu en Allemagne nazie par le constructeur allemand Arado Flugzeugwerke GmbH en 1939 à la demande du Ministère de l'Aviation du Reich. Il n’était pas parvenu jusqu’au stade de la construction d’un prototype lors de l'abandon du projet.

### liens externes
- « Arado E 340 », sur Avions moches, bizarres, ratés, projets abandonnés et aviation insolite, 16 octobre 2017 (consulté le 13 août 2018).
- (en) « Arado E.340 », sur Luft '46 (consulté le 13 août 2018).
- (en) Michael Benolkin, « Anigrand Craftswork 1/72 Arado Ar.E.340 Kit First Look », sur Cybermodeler Online, 2018 (consulté le 13 août 2018).